# Eparchia di Birobidžan

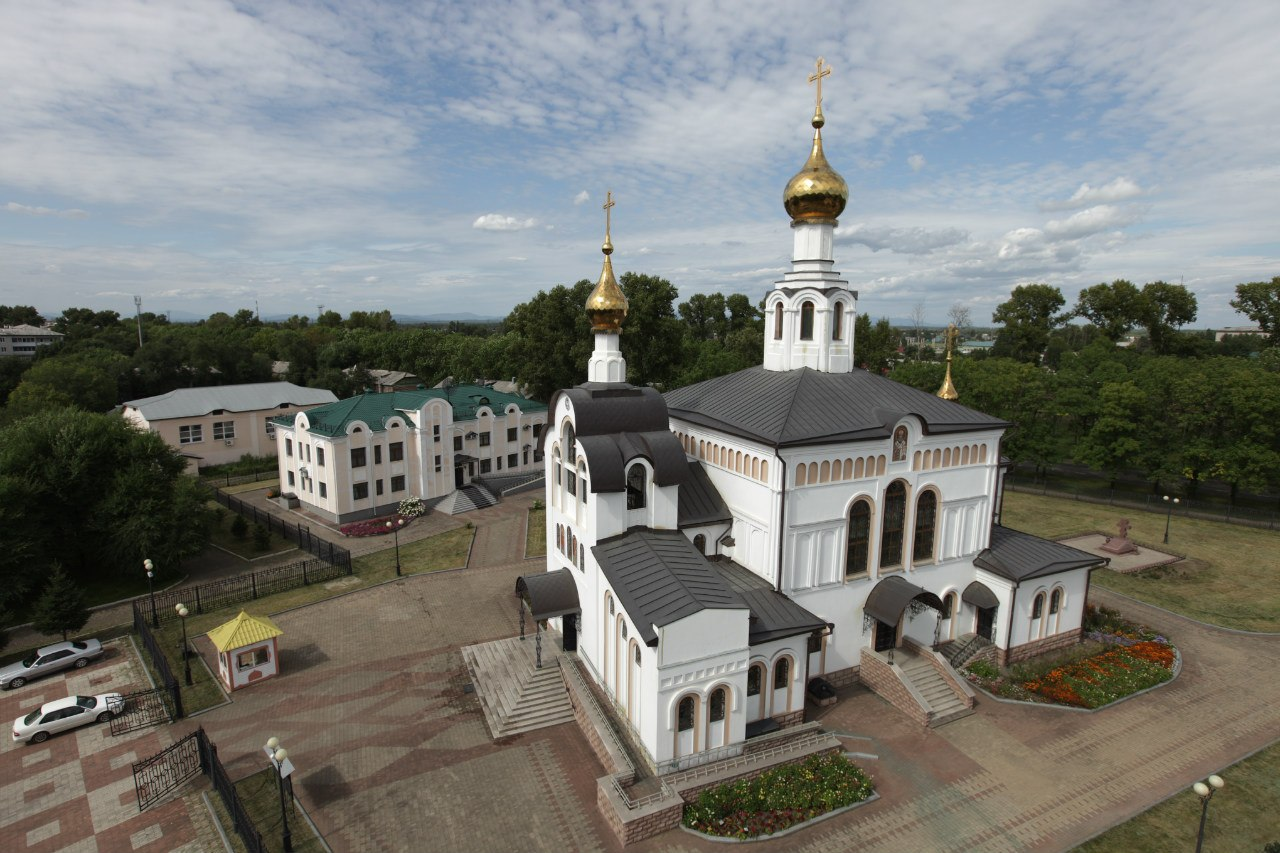
La cattedrale dell'Annunciazione di Birobidžan.

L'eparchia di Birobidžan (in russo Биробиджанская епархия?) è una diocesi della Chiesa ortodossa russa.

## Territorio
L'eparchia comprende l'oblast' autonoma ebraica nel circondario federale dell'Estremo Oriente.
Sede eparchiale è la città di Birobidžan, dove si trova la cattedrale dell'Annunciazione.
L'eparca ha il titolo ufficiale di «eparca di Birobidžan e Kuldur».

## Storia
L'eparchia è stata eretta dal Santo Sinodo della Chiesa ortodossa russa il 7 ottobre 2002, ricavandone il territorio dall'eparchia di Chabarovsk.